# Saison 2009 des Athletics d'Oakland
La saison 2009 des Athletics d'Oakland est la 109e saison en Ligue majeure pour cette franchise et la 42e depuis son arrivée en Californie en 1968.

## Intersaison

### Arrivées
- Russ Springer, en provenance des Cardinals de Saint-Louis.
- Michael Wuertz, en provenance des Cubs de Chicago.
- Orlando Cabrera, en provenance des White Sox de Chicago.
- Nomar Garciaparra, en provenance des Dodgers de Los Angeles.
- Jason Giambi, en provenance des Yankees de New York.
- Matt Holliday, en provenance des Rockies du Colorado.

### Cactus League
Basés au Phoenix Municipal Stadium à Phoenix en Arizona, le programme des Athletics comprend 35 matches de pré-saison entre le 25 février et le 1er avril.
La pré-saison s'achève du 2 au 4 avril avec trois matches joués en Californie : le 2 et le 3 face aux Giants de San Francisco à l'AT&T Park, et le 4, contre les Giants de San Francisco, mais à l'Oakland-Alameda County Coliseum, cette fois.

## Saison régulière

### Classement
| Ligue américaine (Division Ouest) | V  | D  | %    | GB |
| --------------------------------- | -- | -- | ---- | -- |
| Angels d'Anaheim                  | 97 | 65 | .599 | -- |
| Rangers du Texas                  | 87 | 75 | .537 | 10 |
| Mariners de Seattle               | 85 | 77 | .525 | 12 |
| Athletics d'Oakland               | 75 | 87 | .463 | 22 |

### Résultats

#### Avril
L'ouverture a lieu à domicile le 6 avril face aux Angels de Los Angeles.